# 2002年冬季残疾人奥林匹克运动会中国代表团
2002年冬季残疾人奥林匹克运动会中国代表团是中国派出的2002年冬季残疾人奥林匹克运动会代表团。这是中国历史上首次参加冬季残疾人奥林匹克运动会。队伍最终未获得奖牌。